# Çayıralan
Çayıralan ist eine Stadt und Hauptort des gleichnamigen Landkreises der türkischen Provinz Yozgat. Der Ort liegt etwa 90 Kilometer südöstlich der Provinzhauptstadt Yozgat. Laut Stadtsiegel wurde der Ort 1948 in den Rang einer Gemeinde (Belediye) erhoben.

## Landkreis
Der Landkreis liegt im Südosten der Provinz. Er grenzt im Südwesten an den Landkreis Çandır, im Nordwesten an den Kreis Sarıkaya, im Norden an den Kreis Akdağmadeni sowie im Osten und Südosten an die Provinzen Sivas und Kayseri. Der Ort ist über Landstraßen mit Sarıkaya und Çandır im Westen sowie mit Gemerek im Osten verbunden. Im Norden fließt der Fluss Kanak Çayı von Osten nach Westen durch den Kreis, er ist bei Aşağıyahyasaray zum Yahyasaray Barajı aufgestaut. Im Westen auf der Grenze zu Sarıkaya  liegt der Stausee Baraklı Barajı. Im Osten liegt ein südlicher Teil des Gebirges Ak Dağları mit den Erhebungen Ziyaret Tepesi (1951 Meter), Çatalsay Tepesi (1985 Meter) und Peyniryuvarlıyan Tepesi (2003 Meter).
Der Landkreis besteht seit 1948 und umfasst neben der Kreisstadt (Merkez) mit 42,7 Prozent der Kreisbevölkerung noch eine weitere Gemeinde (Belediye): Konuklar (1976 Einw.). Außerdem gehören zum Landkreis noch 23 Dörfer (Köy) von denen Curali mit 713 Einwohnern das größte ist, weitere sieben Dörfer haben eine höhere Einwohnerzahl als der Durchschnitt (224). Mit einer Bevölkerungsdichte von 12,5 Einw. je km² ist der Kreis Çayıralan der am dünnsten besiedelte der Provinz, der urbane Bevölkerungsanteil beträgt 58,57 Prozent.

## Persönlichkeiten
- Davut Babur (* 1987), türkischer Fußballer